# Анан Паньярачун
Анан Паньярачун (тай. อานันท์ ปันยารชุน; 9 серпня 1932, Бангкок, Сіам) — таїландський дипломат і державний дія, посол Таїланду та прем'єр-міністр королівства у 1991—1992 роках.

## Життєпис
Народився 9 серпня 1932 року в Бангкоці у заможній сім'ї Сарн Паньярачуна і його дружини Пруек Чотікасатьен, був дванадцятою дитиною. Отримав середню освіту в бангкокських школах Сурасак, Амнуайсілп і Християнському коледжі. У 1948 батьки послали сина для продовження освіти до Великої Британії. Анан закінчив старші класи в лондонському Далідж-коледжі, а в 1952 році вступив для отримання вищої економічної і юридичної освіти в престижний Трініті-коледж Кембриджського університету. Крім навчання, в обох коледжах активно займався спортом, був членом команд по сквошу і тенісу.
Закінчивши у 1955 році з відзнакою Трініті-коледж зі ступенем бакалавра гуманітарних наук повернувся на батьківщину, вступив на службу в Міністерство закордонних справ Таїланду. З 1958 по 1964 був секретарем міністра закордонних справ Таната Хомана.
У 1964 році був призначений першим секретарем і пізніше радником Постійного представництва Таїланду при ООН в Нью-Йорку, почавши тим самим кар'єру дипломата. У 1967 отримав вищий дипломатичний ранг посла і призначений виконувачем обов'язків глави постійного представництва Таїланду при ООН, за сумісництвом — послом Таїланду в Канаді (саме тоді у нього склалися хороші відносини з працівником військового аташату, майбутнім командувачем сухопутними військами, прем'єр-міністром і «сильною особистістю» країни Сучіндою Крапраюном). У 1972 отримав нове призначення на американському континенті, ставши послом королівства в США і за сумісництвом залишаючись постійним представником Таїланду в ООН.
Наприкінці 1975 року повернувся до Таїланду, де був з січня 1976 року призначений постійним секретарем Міністерства закордонних справ. Зіграв на цій посаді провідну роль в забезпеченні виведення військ США з Таїланду.
Незабаром він, проте, потрапляє під слідство за підозрою в комуністичних зв'язках, у зв'язку з «полюванням на відьом» після військового перевороту 1976, ймовірно, через повну свободу дій МЗС щодо нормалізації дипломатичних відносин між Таїландом і КНР, після чого він фактично відсторонюється від справ, хоча і залишається в ранзі посла. Після того, як слідча група по цивільним службовцям зняла з нього усі звинувачення, Паньярачун був повернутий на дипломатичну службу і направлений послом у ФРН. Проте, в кінці 1978 року він йде з державної служби в бізнес.
Уже в 1979 році він стає віце-головою ради директорів Saha-Union Group і директором декількох її дочірніх підприємств (пізніше, в 1991, очоливши раду текстильного концерну), в 1984 році отримує посаду директора Сіамської комерційного банку (Siam Commercial Bank Public Co. Ltd.), а в 1989 — головою ради директорів Eastern Star Real Estate. Крім безпосередньої участі в бізнесі, Анан Паньярачун продовжив діяльність в області розвитку і регулювання міждержавних економічних відносин, очоливши з 1982 року один з відділів АСЕАН.

### Прем'єр-міністр
23 лютого 1991 року стався військовий переворот. Як і в попередні тайські перевороти, військові сформували Національну миротворчу раду (NPKC) для управління країною. Щоб зміцнити свій імідж і завоювати довіру короля Пхуміпона, в якості тимчасового прем'єр-міністра 2 березня 1991 було призначено цивільну особу, в якості якого був обраний Анан Паньярачун. В його уряд увійшли 35 службовців (із них 8 військових).
Незважаючи на висування військовими його на посаду, Паньярачун неодноразово висловлював свою незгоду з позицією військових і намагався проводити незалежну від них політику, сформувавши більшість свого уряду з технократів.
Під тиском військової хунти, в березні 1992 року після чергових виборів Паньярачуна змінив на посту прем'єра генерал Сучінда Крапраюн, який також став міністром. Його правління викликало масові протести, що зрештою вилилися в події, відомі як «кривавий травень 1992 року». 24 травня 1992 король Таїланду в прямому ефірі зажадав від Сучінди звільнити з ув'язнення арештованого мера Бангкока і 3500 заарештованих учасників мітингів, а самому подати у відставку..
10 червня 1992 року, з подачі спікера парламенту Артит Урайрата, Паньярачун знову стає прем'єром, що було зустрінуте більшістю населення схвально і полегшенням. Через чотири дні Анан оголосив про формування свого кабінету, в який увійшли двадцять чоловік, які вже займали міністерські посади під час попереднього перебування на цій посаді. Основними завданнями нового уряду були відновлення економіки, організація вільних і справедливих виборів, а також нейтралізація генералітету. Закон, який дозволяв застосування військової сили проти демонстрантів, був скасований у кінця цього ж місяця, а ще місяць тому був знятий зі своїх посад ряд лідерів військової хунти.
23 вересня 1992 року, після проведених загальних виборів, Анана Паньярачуна змінив на посту лідер Демократичної партії Чуан Лікпай.

### У відставці
Після загальних виборів 1992 року і другий відставки з поста прем'єр-міністра Паньярачун повернувся в бізнес, продовживши керувати Saha-Union Group на посаді голови її ради директорів. Пішов з правління компанії в 2002 році.
З 1996 року є послом доброї волі ЮНІСЕФ в Таїланді.